# 白山市立鶴来博物館
白山市立鶴来博物館（はくさんしりつ つるぎはくぶつかん）は、石川県白山市鶴来朝日町にあった博物館である。石川郡旧鶴来町とその周辺の歴史・文化・風俗に関する資料を収蔵し、それらを展示・紹介することを目的としていた。

## 建物
同博物館は鉄筋コンクリート3階建ての本館と、木造建築の山田記念館によって構成されている。山田記念館は、1962年（昭和37年）に旧鶴来町出身の実業家・山田甚太郎（1884年 - 1974年）が別荘として建設し、1964年（昭和39年）に旧鶴来町へ寄贈したもので、三層の城郭と武家屋敷（通称 朝日城）から成る。本館は1981年（昭和56年）に城郭と武家屋敷に併設するかたちで建設され、併せて石垣の改修も行われた。

## 沿革
- 1964年11月1日 - 山田甚太郎より寄贈された朝日城を、鶴来町立山田記念博物館として開館する。
- 1981年11月1日 - 新館を増設し鶴来町立鶴来博物館と名称を改め、博物館法に基づく登録博物館となる。
- 2005年2月1日 - 新設合併による白山市の発足に伴い、白山市立鶴来博物館と改称する。
- 2013年10月 - 閉館する[1]。

## 展示・収蔵
- 展示

常設展「つるぎの歴史と文化」
ふるさとの偉人コーナー
随時開催される企画展・特別展
- 収蔵

絵画・彫刻・考古・歴史・民俗・自然資料・古文書など約13,500点を収蔵（2008年現在）

## アクセス
所在地 - 〒920-2111 石川県白山市鶴来朝日町81
- 電車：北陸鉄道石川線 鶴来駅または加賀一の宮駅より徒歩15分
- バス：北陸鉄道 白山青年の家前より徒歩8分
- 車：北陸道小松インターチェンジから約30分、北陸道金沢西インターチェンジから約20分